# 普泰
普泰（531年二月—532年四月）是北魏時期节闵帝元恭的年号，由爾朱兆、爾朱天光、爾朱仲遠、爾朱世隆及爾朱度律等人掌握朝政。歷時1年零二个月。

## 纪年
| 普泰 | 元年  | 二年  |
| ---- | ----- | ----- |
| 公元 | 531年 | 532年 |
| 干支 | 辛亥  | 壬子  |

## 參看
- 中国年号索引
- 同期存在的其他政权年号
  - 中大通（529年十月－534年十二月）：南朝梁政權梁武帝萧衍的年号
  - 神嘉（525年十二月－535年三月）：北魏時期領導劉蠡升年号
  - 更興或更新（530年六月－532年十二月）：北魏政权汝南王元悅年号
  - 章和：高昌政权麴坚年号